# Örsjö distrikt, Skåne
Örsjö distrikt är ett distrikt i Skurups kommun och Skåne län. 
Distriktet ligger sydost om Skurup. 

## Tidigare administrativ tillhörighet
Distriktet inrättades 2016 och utgörs av socknen Örsjö i Skurups kommun.
Området motsvarar den omfattning Örsjö församling hade 1999/2000.